# Tobin Ortenblad
Tobin Ortenblad, né le 29 septembre 1994 à Santa Cruz (Californie), est un coureur cycliste américain, membre de l'équipe Santa Cruz Factory Racing. Il participe à des compétitions sur route, en cyclo-cross ainsi qu'en VTT.

## Palmarès sur route
- 2011
  - Nevada City Classic juniors
- 2014
  - 3e étape du Nature Valley Grand Prix
- 2015
  - Cat's Hill Classic
- 2016
  - 3e étape de la Sea Otter Classic
  - Cat's Hill Classic
- 2017
  - 2e de la Cat's Hill Classic

## Palmarès en cyclo-cross
- 2011-2012
  - 2e du championnat des États-Unis de cyclo-cross juniors
- 2012-2013
  - 3e du championnat des États-Unis de cyclo-cross espoirs
- 2015-2016
  -  Champion des États-Unis de cyclo-cross espoirs
- 2017-2018
  - KMC Cross Fest #1, Thompsonville
  - KMC Cross Fest #2, Thompsonville
  - Charm City Cross #1, Baltimore
  - CRAFT Sportswear Gran Prix of Gloucester #1, Gloucester
  - CRAFT Sportswear Gran Prix of Gloucester #2, Gloucester
  - CXLA Weekend #1, Los Angeles
  - CXLA Weekend #2, Los Angeles
  - Ruts N Guts #1, Broken Arrow
  - Ruts N Guts #2, Broken Arrow
  - Resolution Cross Cup - Race #1, Garland
  - Resolution Cross Cup - Race #2, Garland
  -  Médaillé d'argent du championnat panaméricain de cyclo-cross
- 2019-2020
  - The Northampton International #1, Northampton
  - The Northampton International #2, Northampton